# Emanuele Papi
Emanuele Papi (Siena, 30 agosto 1959) è un archeologo italiano.

## Biografia
Professore di Archeologia all'Università di Siena, è direttore della Scuola archeologica italiana di Atene e socio corrispondente dell'Accademia Nazionale dei Lincei. Ha condotto scavi e ricerche a Roma (pendici settentrionali del Palatino), e in diversi paesi dell'area mediterranea.

## Opere principali
- L'Etruria dei romani: opere pubbliche e donazioni private in età imperiale, Roma, Quasar, 2000
- Pietre dello scandalo: 11 avventure dell'archeologia, Bari-Roma, Laterza, 2017
- Adriano: Roma e Atene (con Andrea Carandini), Torino, UTET, 2019